# Wāngtu
Wāngtu är en ort i Indien.   Den ligger i distriktet Kinnaur och delstaten Himachal Pradesh, i den norra delen av landet, 300 km norr om huvudstaden New Delhi. Wāngtu ligger 1 695 meter över havet och antalet invånare är 3 000.
Terrängen runt Wāngtu är huvudsakligen mycket bergig. Wāngtu ligger nere i en dal. Runt Wāngtu är det ganska glesbefolkat, med 26 invånare per kvadratkilometer. Det finns inga andra samhällen i närheten. I omgivningarna runt Wāngtu växer i huvudsak blandskog.